# Kəlbəcər (district)
Kəlbəcər (ook geschreven als Kalbajar) is een district (rayon) in Azerbeidzjan. Kəlbəcər heeft een oppervlakte van 3050 km². De hoofdstad is het gelijknamige Kəlbəcər. 

## Bezetting
Het district stond sinds de oorlog in Nagorno-Karabach onder controle van de niet-erkende Republiek Artsach. De regio vormde na de Laçın-corridor de tweede route van Armenië naar Nagorno-Karabach via de M-11 snelweg vanuit het dorp Sotk in Armenië. 

### Teruggave aan Azerbeidzjan
Op 10 november 2020 zegde Armenië toen het district terug te geven aan Azerbeidzjan in het kader van een vredesakkoord, dat werd gesloten na een oorlog om de regio. Sommige Armeniërs staken hun huizen en bossen in brand kort voor hun vertrek uit het district. De overdracht stond gepland op 15 november 2020, maar werd op verzoek van de Armeniërs verlengd tot 25 november 2020. Op 24 november vertrokken de laatste Armeense militairen en werd de M-11 snelweg gesloten, waarmee de Laçın-corridor weer de enige route werd tussen Armenië en Nagorno-Karabach. Op 25 november trokken Azerbeidzjaanse troepen de regio binnen en maakten bekend de controle te hebben overgenomen.

## Bezienswaardigheden
In het district ligt de vulkaan Porak.

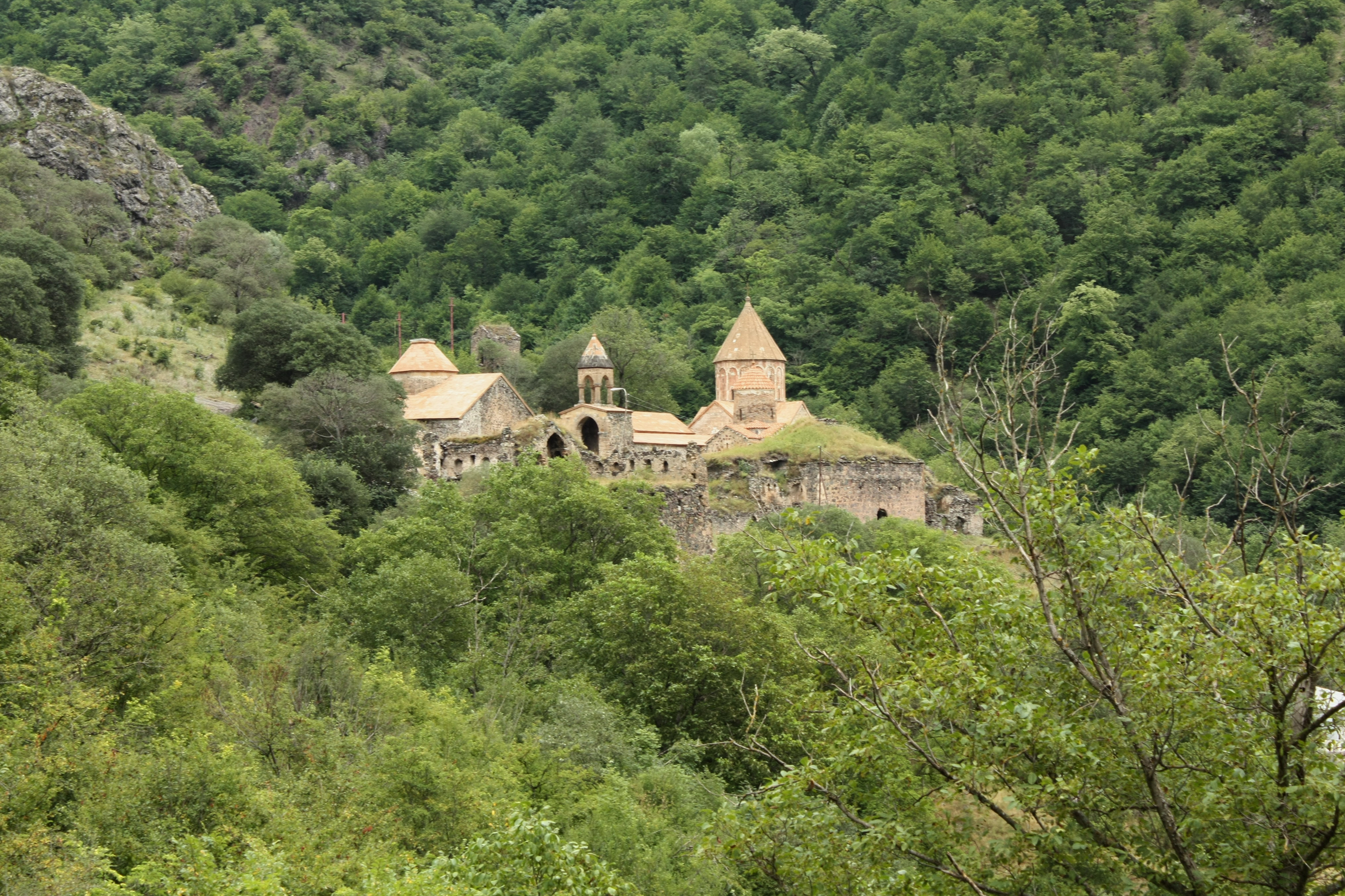
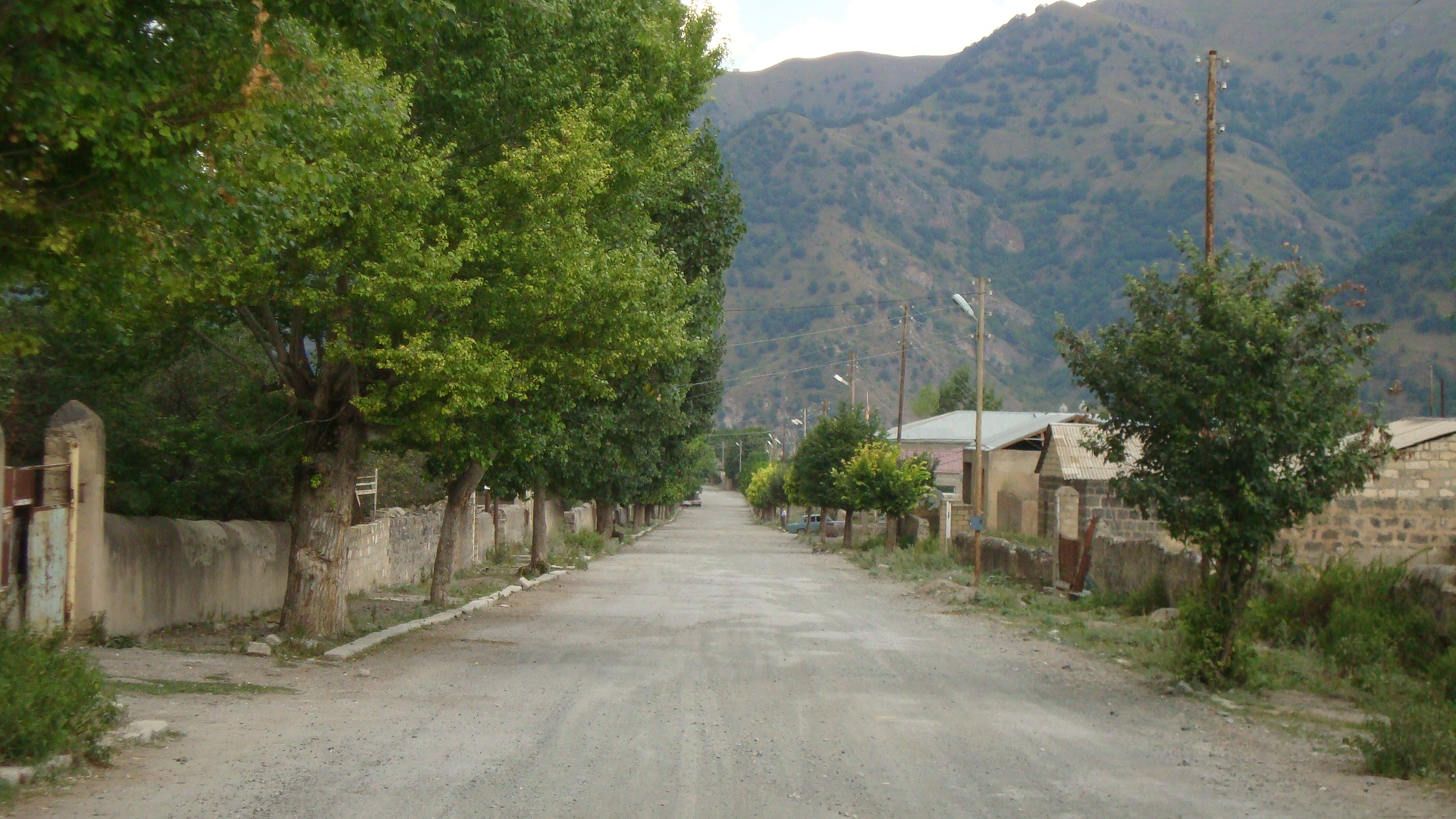